# Rodea the Sky Soldier
Rodea the Sky Soldier (天空の機士ロデアー / ロデア・ザ・スカイソルジャー, Tenkuu no Kishi Rodea / Rodea Za Sukaisorujā) est un jeu vidéo d'action développé par Kadokawa Games et Prope pour Wii, Wii U et Nintendo 3DS. Il est sorti le 2 avril 2015 au Japon et en octobre 2015 en Amérique du Nord et en Europe.

## Système de jeu
Pour la version Wii U le gameplay consiste à contrôler le protagoniste du jeu, Rodea, en dessinant de petits arcs sur l'écran tactile du Wii U GamePad pour le faire se mouvoir dans les airs et le déplacer vers une destination.
La version Wii propose de viser avec la télécommande Wii des objets solides et d'appuyer sur le bouton B pour que Rodea vole en arcs paraboliques.

## Développement
Le développement de Rodea the Sky Soldier commence avec une allusion par Yuji Naka en 2010, où il décrit « un jeu d'action très original basé dans le ciel »,. Après une petite phase de développement CVG fait l'éloge du début de conception du jeu, et établit des comparaisons au jeu avec d'autres titres développés par Naka, comme Nights into Dreams et la franchise Sonic. Naka révèle en 2011 que la version Wii du jeu est terminée, et qu'il a besoin de Kadokawa Games pour l'éditer en vue d'une éventuelle sortie. La même année Xseed Games exprime son intérêt dans la localisation de Rodea the Sky Soldier pour le territoire Nord-Américain. Quelques années passent cependant sans que le jeu ne sorte, et Naka déclare dans une interview pour Polygon qu'il n'est pas certain de ce qui allait advenir du jeu. Le président de Kadokawa Shoten, Yoshimi Yasuda, révèle dans une interview en juillet 2013 que la version 3DS est à 70 % de son développement, et que la sortie du jeu n'est annulée.
En mai 2014, Kadokawa Games dépose une marque pour Rodea: The Sky Soldier. Le 14 novembre 2014, Kadokawa annonce que la version d'origine du jeu a changé de plates-formes de la Wii à la Wii U et que le jeu est maintenant prévu pour être publié au printemps 2015. Il est également révélé que le jeu original annulé sur Wii est disponible comme bonus dans le premier tirage de la nouvelle version du jeu sur Wii U,.
Dans la version japonaise du Nintendo Direct de janvier 2015, il est annoncé que Rodea the Sky Soldier doit paraitre le 2 avril au Japon sur Wii U et Nintendo 3DS. Les acheteurs qui pré-commandent ou récupèrent les premiers exemplaires de la version Wii U de Rodea the Sky Soldier obtiennent la version annulée Wii comme bonus, qui propose notamment un gameplay inédit basé sur la télécommande Wii.